# Eclipsa de Soare din 2 octombrie 2024
O eclipsă de Soare inelară a avut loc la 2 octombrie 2024; a fost a 18-a eclipsă inelară de Soare din secolul al XXI-lea. 
O eclipsă de Soare are loc atunci când Luna trece între Pământ și Soare, ascunzând astfel total sau parțial imaginea Soarelui pentru un privitor de pe Pământ. O eclipsă inelară de Soare are loc atunci când diametrul aparent al Lunii este mai mic decât cel al Soarelui, blocând cea mai mare parte a luminii Soarelui și făcând ca Soarele să arate ca un inel. O eclipsă inelară apare ca o eclipsă parțială peste o regiune a Pământului de mii de kilometri lățime.
În afară de Insula Paștelui și o mică parte din apropierea vârfurilor sudice ale Argentinei și Chile, calea umbrei eclipsei a fost în întregime peste Oceanul Pacific. Penumbra a fost vizibilă din sudul Americii de Sud, Hawaii și porțiuni din Antarctica. Magnitudinea eclipsei a fost de 0,93261, având loc cu doar 56 de minute înainte de apogeu.

## Parcursul eclipsei

Traiectoria eclipsei din 2 octombrie 2024 asupra Pământului.

Începând chiar la nordul Ecuatorului în Oceanul Pacific, această eclipsă s-a propagat spre sud, și a traversat Patagonia, apoi a trecut chiar la nord de insulele Malvine, pentru a sfârși în Atlanticul de Sud.

## Eclipse din 2024
- Eclipsa de Lună prin penumbră din 25 martie.
- Eclipsa totală de Soare din 8 aprilie.
- Eclipsa parțială de Lună din 18 septembrie.
- Eclipsa inelară de Soare din 2 octombrie.